# Sabadim
Sabadim é uma  povoação portuguesa sede da Freguesia de Sabadim do Município de Arcos de Valdevez, freguesia com 8,33 km² de área e 410 habitantes (censo de 2021), tendo, por isso, uma densidade populacional de 49,2 hab./km².

## Demografia
A população registada nos censos foi:
| Distribuição da População por Grupos Etários | Distribuição da População por Grupos Etários | Distribuição da População por Grupos Etários | Distribuição da População por Grupos Etários | Distribuição da População por Grupos Etários |
| -------------------------------------------- | -------------------------------------------- | -------------------------------------------- | -------------------------------------------- | -------------------------------------------- |
| Ano                                          | 0-14 Anos                                    | 15-24 Anos                                   | 25-64 Anos                                   | > 65 Anos                                    |
| 2001                                         | 71                                           | 55                                           | 264                                          | 153                                          |
| 2011                                         | 36                                           | 47                                           | 219                                          | 166                                          |
| 2021                                         | 22                                           | 33                                           | 166                                          | 189                                          |